# Tân sinh trong biểu mô cổ tử cung
Tân sinh trong biểu mô cổ tử cung hay nghịch sản cổ tử cung (thường được viết tắt là CIN, theo tiếng Anh Cervical Intraepithelial rNeoplasia) chỉ những thay đổi của niêm mạc cổ tử cung có tiềm năng ác tính nhưng chưa có sự xâm nhập vào mô đệm.
Đa số hiện tượng này xuất hiện ở vùng chuyển tiếp giữa biểu mô lát và biểu mô tuyến (hay biểu mô trụ) của cổ tử cung. Đây là vùng thường xuyên biến đổi và rất nhạy cảm với những thay đổi của môi trường xung quanh nó.
Từ tân sinh trong biểu mô cổ tử cung có thể sẽ diễn tiến thành ung thư tại chỗ, rồi ung thư xâm lấn cổ tử cung – một bệnh nguy hiểm thường gặp ở phụ nữ, nhất là các nước đang phát triển mà việc điều trị khó khăn, tốn kém.
Do đó, việc phát hiện sớm những tổn thương này có ý nghĩa quan trọng. Trong khi đó, cổ tử cung là một cơ quan dễ khảo sát và xét nghiệm đóng vai trò chính trong việc này là phết mỏng tế bào cổ tử cung lại là xét nghiệm rẻ tiền, đơn giản.

Tử cung và hai phần phụ

## Dịch tễ
Những yếu tố thuận lợi cho sự xuất hiện tân sinh trong biểu mô cổ tử cung:
1. Giao hợp sớm (trước 17 tuổi). Giao hợp với nhiều người, và giao hợp với người có quan hệ tình dục với nhiều phụ nữ. Những tình huống trên làm tăng nguy cơ mắc các bệnh lây truyền qua đường tình dục gây viêm nhiễm cổ tử cung, cũng như gây những sang chấn lên cổ tử cung, là những tác nhân tác động lên vùng chuyển tiếp vốn rất nhạy cảm với các tác nhân này.1
2. Viêm nhiễm sinh dục do HPV (Human Papilloma Virus) là một yếu tố nguy cơ chính. Vai trò của HPV gây tân sinh trong biểu mô cổ tử cung đã được xác nhận. HPV là một loại virus có nhân chứa chất liệu di truyền là DNA, đã được tìm thấy trong hơn 80% các mẫu tế bào cổ tử cung bị kết luận là nghịch sản (hay tân sinh trong biểu mô) hoặc ung thư xâm lấn.2
3. Tuy nhiên nhiễm HPV rất hay gặp ở những phụ nữ tuổi hoạt động tình dục, nhưng chỉ một số ít trong đó bị tân sinh cổ tử cung hay ung thư cổ tử cung. Điều này chứng tỏ còn nhiều yếu tố ảnh hưởng đến nguy cơ gây nghịch sản trong tế bào cổ tử cung. Đầu tiên là chủng HPV bị nhiễm. Đã có 77 chủng HPV được tìm ra, trong đó có 2 nhóm chính gây bệnh ở người. Các chủng HPV 6b và 11 là những chủng gây condyloma sùi ở âm hộ, âm đạo, cổ tử cung, cũng được tìm thấy trong những tổn thương nghịch sản nhẹ CIN I, nhưng diễn tiến lành tính và hiếm khi diễn tiến thành ung thư xâm lấn. Trong khi đó chủng HPV 16, 18, 31, 33 là những chủng ác tính, chúng được tìm thấy ở 50-80% các trường hợp nghịch sản và ở 90% các trường hợp ung thư cổ tử cung xâm lấn. Sở dĩ các chủng HPV này có khả năng gây bệnh cao vì chúng có khả năng ghép chất liệu di truyền của virus và với DNA của tế bào chủ, gây ra những đột biến gene có tiềm năng sinh ung.2
4. Ngoài ra còn một số yếu tố khác cũng được coi là yếu tố nguy cơ, đó là điều kiện kinh tế xã hội thấp, vệ sinh kém, hút thuốc lá, và các tác nhân gây suy giảm sức đề kháng như nhiễm HIV,....

## Sinh bệnh học
Cổ tử cung gồm 2 phần: cổ ngoài và cổ trong. Trong đó, ở cổ ngoài là các tế bào biểu mô lát giống tế bào biểu mô lát của âm đạo nhưng trơn láng hơn, còn cổ trong là biểu mô tuyến gần giống như biểu mô của nội mạc tử cung. Chỗ tiếp giáp giữa biểu mô lát của cổ ngoài và biểu mô tuyến của cổ trong được gọi là lỗ cổ ngoài mô học.
Đây là vùng chuyển tiếp của hai loại biểu mô. Tại đây có các tế bào dự trữ, có khả năng biến thành biểu mô lát hoặc biểu mô tuyến nhằm tái tạo những tổn thương của cố tử cung. Một sự thay đổi pH của âm đạo có thể do viêm nhiễm, hoẵc tình trạng cường estrogen sẽ làm tăng sinh và tăng tiết các tế bào cổ trong, chúng mọc lan ra ngoài và sẽ có sự hiện diện các tế bào biểu mô tuyến trên bề mặt biểu mô lát của cổ ngoài tử cung. Tình trạng đó được gọi là lộ tuyến cổ tử cung.
Khi những thay đổi trên không còn, lộ tuyến cổ tử cung sẽ biến mất, đó là sự tái tạo của cổ tử cung. Sự tái tạo này còn được gọi là biểu mô hóa – các tế bào tuyến sẽ biến mất nhường chỗ cho các tế bào lát. Trong quá trình này, có sự chuyển sản của các tế bào dự trữ của biểu mô tuyến thành các tế bào lát. Sự tái tạo này có thể đi kèm với một sự tăng sinh bất thường khi có sự hiện diện của một tác nhân nào đó thường nhất là do nhiễm HPV, tạo ra những tế bào bất thường – hiện tượng này chính là tân sinh trong biểu mô cổ tử cung hay nghịch sản cổ tử cung.
Ngoài ra trong quá trình tái tạo, vùng chuyển sản cũng có thể chuyển thành biểu mô tuyến và cùng với những yếu tố nguy cơ như trên cũng có thể diễn tiến thành ung thư tế bào tuyến cổ tử cung.

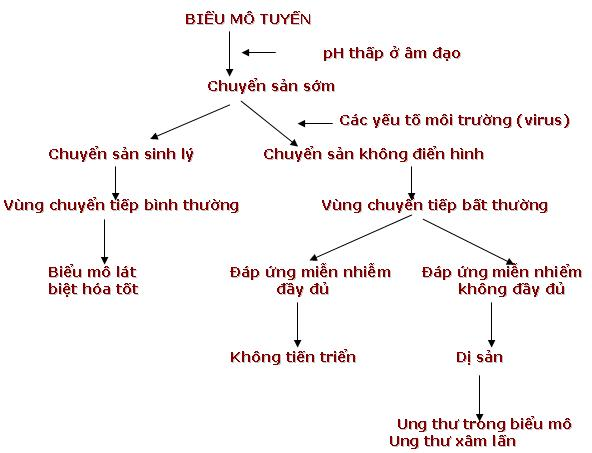
Cơ chế sinh bệnh của CIN

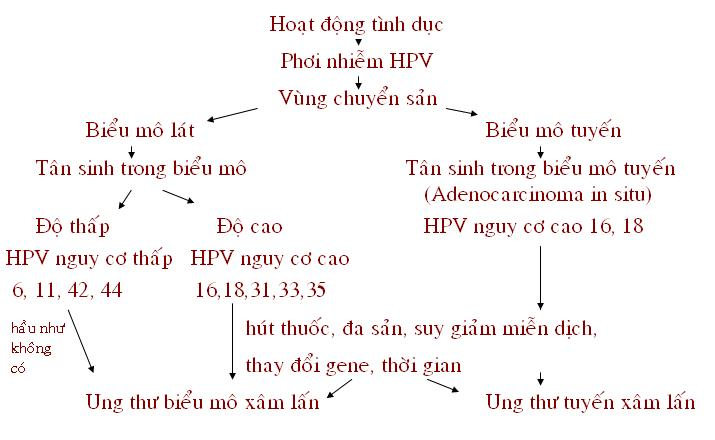
Cơ chế bệnh sinh của CIN

## Chẩn đoán
Tân sinh trong biểu mô thường gặp ở phụ nữ trẻ, đỉnh cao là 20–40 tuổi. Người ta ghi nhận diễn tiến từ tân sinh trong biểu mô đến ung thư xâm lấn cần 10–15 năm.
Bệnh không có triệu chứng lâm sàng rõ ràng. Chẩn đoán bệnh chủ yếu dựa vào các phương tiện cận lầm sàng:
Phết tế bào cổ tử cung
Đây là xét nghiệm tế bào học cổ tử cung. Là một xét nghiệm rẻ tiền, thực hiện đơn giản và dùng để tầm soát ung thư cổ tử cung. Theo Hội Ung thư Hoa Kỳ khuyến cáo thì mỗi phụ nữ đã có quan hệ tình dục nên được phết tế bào cổ tử cung mỗi năm một lần. Sau 3 lần liên tiếp với kết quả bình thường thì khoảng thời gian làm lại có thể thưa ra tùy theo đánh giá của bác sĩ. Thời gian này có thể là mỗi 3 năm, cho đến lúc 60 tuổi. Nếu trên tuổi này mà kết quả vẫn bình thường thì có thể loại khỏi chương trình tầm soát.
Soi cổ tử cung
Thực hiện khi bệnh nhân có kết quả phết tế bào cổ tử cung bất thường. Soi giúp xác định vị trí và mức độ lan tỏa của tổn thương, đồng thời hướng dẫn cho sinh thiết cổ tử cung.
Sinh thiết cổ tử cung
Sinh thiết là phương tiện sau cùng và cho kết quả chính xác hơn cả, sinh thiết giúp chẩn đoán giải phẫu bệnh.
Sinh thiết được thực hiện dưới hướng dẫn của máy soi. Đôi khi sinh thiết, ngoài để chẩn đoán còn là một phương pháp điều trị đối với giai đoạn sớm của bệnh, đó là trường hợp khoét chóp cổ tử cung sinh thiết.

## Phân độ
Phân độ của CIN thường dựa trên kết quả của mẫu phết mỏng cổ tử cung. Được chia làm 3 mức độ:
1. Nghịch sản nhẹ, khi chỉ 1/3 dưới của lớp biểu mô bị ảnh hưởng. CIN I còn được xem là tổn thương trong biểu mô lát mức độ thấp (LSIL-Low grade squamous intraepithelial lesion).3
2. Nghịch sản trung bình, khi 2/3 dưới của lớp biểu mô bị ảnh hưởng.
3. Nghịch sản nặng, khi 1/3 trên của lớp biểu mô bị ảnh hưởng.

CIN II và III được xem là tổn thương trong biểu mô lát mức độ cao (HSIL-high grade squamous intraepithelial lesions).3
Còn gọi là ung thư tại chỗ khi toàn bộ bề dày lớp biểu mô bị ảnh hưởng.

## Điều trị

### Nghịch sản nhẹ
Khoảng 60% có thể tự biến mất trong vài tháng và có khoảng 11% sẽ tiến triển thành ung thư.4 Do đó cần làm lại phết tế bào cổ tử cung sau khoảng 4–6 tháng. Nếu sang thương vẫn còn, có thể xử trí bằng đốt điện, đốt lạnh hoặc đốt bằng tia laser.
Đối với phụ nữ ở tuổi mãn kinh, khi thấy kết quả là nghịch sản nhẹ thì có thể sử dụng estrogen bôi tại chỗ trong vòng 2 tháng trước khi kiểm tra lại bằng phết tế bào cổ tử cung.

### Nghịch sản trung bình
Chỉ có khoảng 40% là tự khỏi, và khoảng 22% sẽ tiến triển thành ung thư,4 do đó CIN II buộc phải điều trị với các phương pháp tương tự như trên. Khi sang thương ăn sâu vào lỗ trong thì thực hiện khoét chóp cổ tử cung.
Khoét chóp là phương pháp chính trong chẩn đoán và điều trị những tổn thương giai đoạn sớm. Khoét chóp sẽ lấy đi toàn bộ vùng chuyển tiếp lát-trụ ở quanh cổ tử cung. Tùy theo vùng chuyển tiếp nằm ở đâu thì quyết định chiều sâu của khoét chóp.

### Nghịch sản nặng
Khoét chóp là phương pháp được chọn lựa. Tuy nhiên trong một số trường hợp tổn thương lan rộng vào đến lỗ trong cổ tử cung mà khoét chóp không đảm bảo hoặc khi bệnh nhân lớn tuổi, có đủ con, không đủ điều kiện để theo dõi bệnh nhân lâu dài, khi bệnh nhân có các tình trạng bệnh lý khác đi kèm như: u xơ cơ tử cung, rối loạn kinh nguyệt, sa sinh dục... thì cắt tử cung toàn phần là một chọn lựa tốt hơn.

### Theo dõi sau điều trị
1. Trong năm đầu, mỗi 3 tháng phết tế bào cổ tử cung một lần, soi cổ tử cung mỗi 6 tháng.
2. Nếu bình thường thì làm lại phết tế bào cổ tử cung sau đó 9 tháng.4
3. Khi tất cả các xét nghiệm trên bình thường, thì chỉ theo dõi phết tế bào mỗi năm một lần.

## Chủng ngừa chống HPV
Cuộc nghiên cứu tìm thuốc chủng ngừa vaccine cho HPV do hai bác sĩ Ian Frazer và Jian Zhou đã thành công. Trong tương lai gần, phụ nữ nên chủng ngừa để tránh nhiễm siêu vi trùng HPV cổ tử cung và hy vọng bệnh ung thư cổ tử cung sẽ trở thành bệnh hiếm thấy.

## Kết luận
Ung thư cổ tử cung là một trong những ung thư thường gặp ở giới nữ. Trong khi cổ tử cung là một cơ quan dễ tiếp cận, do đó phát hiện sớm những tổn thương tiền ung là điều có thể làm được và cần thiết.
Tân sinh trong biểu mô là một tổn thương tiền ung. Nếu được phát hiện ở giai đoạn này, việc điều trị sẽ dễ dàng và ít tốn kém hơn, tiên lượng bệnh nhân cũng tốt hơn.
Trong số những phương tiện để chẩn đoán, thì phết tế bào cổ tử cung là một xét nghiệm đơn giản, ít tốn kém và khá hữu hiệu, có thể áp dụng rộng rãi và thích hợp cho các nước đang phát triển.